# Kim Young-gyu
Kim Young-Gyu (Yeongju, 5 januari 1995) is een Zuid-Koreaans voetballer die als middenvelder speelt. Hij stroomde in 2013 door vanuit de jeugd van UD Almería.

## Clubcarrière
Kim Young-Gyu werd op vijftienjarige leeftijd opgenomen in de jeugdopleiding van Real Madrid. Tijdens zijn periode bij Real Madrid werd hij uitgeleend aan CF Palencia. In 2011 vertrok hij naar UD Almería. Op 19 augustus 2013 debuteerde hij voor UD Almería in de Primera División, tegen Villarreal CF. Hij kwam na 84 minuten als invaller op het veld voor Fernando Soriano.